# Paul Vanden Boeynants
Paul Emile François Henri Vanden Boeynants, zwany VDB (ur. 22 maja 1919 w Forest, zm. 9 stycznia 2001 w Aalst) – belgijski i waloński polityk, lider partii chadeckich, parlamentarzysta, minister i wicepremier, w latach 1966–1968 i 1978–1979 premier Belgii.

## Życiorys
Urodził się jako syn rzeźnika. Kształcił się w szkole jezuickiej, jednak dość szybko zajął się pracą w rodzinnym biznesie, doprowadzając do jego rozwoju. W trakcie II wojny światowej został zmobilizowany, przez rok był więziony w niemieckim obozie jenieckim. W 1945 stanął na czele branżowej organizacji gospodarczej w Brukseli.
Zaangażował się w działalność polityczną w ramach unitarnej belgijskiej partii chadeckiej PSC-CVP. Między 1949 a 1979 był deputowanym do Izby Reprezentantów. W latach 1961–1966 przewodniczył PSC-CVP. Po jej podziale na partie językowe działał we francuskojęzycznej Partii Społeczno-Chrześcijańskiej, którą kierował od 1979 do 1981. Przez wiele lat działał jednocześnie w brukselskim samorządzie.
W latach 1958–1961 był ministrem do spraw klasy średniej w trzech gabinetach Gastona Eyskensa. W latach 1972–1979 pełnił funkcję ministra obrony łącznie w siedmiu kolejnych rządach: szóstym Gastona Eyskensa, pierwszym i drugim Edmonda Leburtona, pierwszym i drugim Leo Tindemansa, drugim swoim i pierwszym Wilfrieda Martensa. Od 1977 do 1978 (u Leo Tindemansa) oraz w 1979 (u Wilfrieda Martensa) zajmował stanowisko wicepremiera. Dwukrotnie sam sprawował urząd premiera – od 19 marca 1966 do 17 czerwca 1968 oraz od 20 października 1978 do 3 kwietnia 1979.
Jego karierę polityczną zakończyło postępowanie karne w związku z zarzutami korupcyjnymi. W 1986 został skazany za defraudację i oszustwo na karę 3 lat pozbawienia wolności z warunkowym zawieszeniem jej wykonania.
14 stycznia 1989 Paul Vanden Boeynants został porwany z żądaniem okupu, wpłaconego przez jego rodzinę w wysokości 60 milionów franków belgijskich. Po miesiącu został uwolniony. Patrick Haemers, przywódca porywaczy, w 1993 popełnił samobójstwo w belgijskim więzieniu.
W ostatnich latach życia były premier był redaktorem naczelnym satyrycznego czasopisma „Pan”.